# Protosialis casca
Protosialis casca  (лат.) — ископаемый вид большекрылых насекомых из рода Protosialis семейства вислокрылки (Sialidae). Обнаружены в миоценовых доминиканских янтарях Центральной Америки. Доминиканская Республика.
Длина переднего крыла от 7,7 до 8,4 мм. Вместе с другими ископаемыми видами вислокрылок, такими как Dobbertinia reticulata, Eosialis dorisi, Indosialis beskonakensis, Proindosialis cantalensis, Sialis strausi, Sialis groehni, Sialis muratensis, Protosialis baltica, Protosialis herrlingi, Protosialis voigti являются одними из древнейших представителей Sialidae. Вид был впервые описан в 2007 году американскими палеоэнтомологами Майклом Энджелом (Engel M.) и Дэвидом Гримальди (Grimaldi D. A.).